# Zachery Schubert
Zachery Schubert (Loxton, 23 december 1995) is een Australische beachvolleybalspeler. Met Thomas Hodges werd hij eenmaal Aziatisch kampioen en nam hij een keer deel aan de Olympische Spelen.

## Carrière

### 2013 tot en met 2021
Schubert deed in 2013 met Malachi Murch mee aan de wereldkampioenschappen onder de 19 in Porto en behaalde daar een zeventiende plaats. Een jaar later kwam hij met Maximilian Guehrer in Larnaca niet verder dan de kwalificaties bij de WK onder de 21. In 2015 en 2016 speelde hij verschillende wedstrijden met Guehrer in de Australische en Aziatische competitie. Met Casey Grice behaalde Schubert in 2016 een negende plaats bij de Aziatische kampioenschappen in Sydney. Met Cole Durant debuteerde hij datzelfde jaar in Klagenfurt in de FIVB World Tour. Het seizoen daarop nam hij met Durant deel aan vier toernooien in de World Tour. Bij het 1-ster-toernooi van Shepparton werd het duo tweede en op Kish eindigden ze als vijfde. Bij de AK in Songkhla behaalden ze een negende plaats. Tijdens het seizoen 2017/18 kwamen Schubert en Durant vier keer in actie met een derde plaats in Shepparton en een vijfde plaats in Sydney als resultaat. In april eindigde hij met Tim Dickson als vierde in Satun. In juli speelde hij voor het eerst aan de zijde van Christopher McHugh met wie hij tot juli 2019 een team zou vormen. Ze deden mee aan twee toernooien in de World Tour en kwamen daarbij tot een vijfde plaats in Haiyang. Bij de AK in Satun was de groepsfase het eindstation.
Het seizoen daarop behaalden Schubert en McHugh drie overwinningen in de nationale competitie. Op mondiaal niveau namen ze deel aan zeven toernooien met een negende plaats in Kuala Lumpur als beste resultaat. Bij de AK in Maoming eindigden ze als vijfde, nadat ze in de kwartfinale werden uitgeschakeld door Wu Jiaxin en Ha Likejiang uit China. Na een wedstrijd met Damien Schumann gespeeld te hebben, vormde Schubert opnieuw een team met Guehrer. Dat seizoen kwamen ze nog bij drie toernooien in de World Tour in actie en behaalden daarbij een negende plaats in Espinho. In het seizoen 2019/20 deden ze mee aan drie FIVB-toernooien en wonnen ze ten koste van de Kazachen Aleksej Sidorenko en Aleksandr Djatsjenko een bronzen medaille bij AK in Udon Thani, voordat de competitie in 2020 werd opgeschort vanwege de coronapandemie. In 2021 behaalden ze verschillende podiumplaatsen in eigen land. Samen met McHugh en Schumann wonnen Schubert en Guehrer een olympisch startbewijs voor Australië bij het continentale kwalificatietoernooi in Nakhon Pathom. Het startbewijs voor het olympisch beachvolleybaltoernooi werd door het Australisch Olympisch Comité aan McHugh en Schumann vergeven.

### 2022 tot heden
Sinds 2022 vormt Schubert een team met Thomas Hodges. Ze namen dat jaar deel aan negen toernooien in de Beach Pro Tour – de opvolger van de World Tour. Bij drie Future-toernooien behaalden ze een tweede plaats in Cervia en een derde plaats in Ljubljana. Bij vijf Challenge-toernooien bereikten ze driemaal de kwartfinale en bij het Elite16-toernooi van Torquay wonnen ze het zilver achter de Fransmannen Youssef Krou en Arnaud Gauthier-Rat. In Roi Et eindigden Schubert en Hodges als vijfde bij de AK, nadat ze in de kwartfinale werden uitgeschakeld door Cherif Younousse en Ahmed Tijan uit Qatar. Het seizoen daarop deden ze mee aan dertien toernooien in de World Tour. In Jūrmala behaalden ze in juni hun eerste toernooizege in de mondiale competitie door het Braziliaanse tweetal André Loyola en George Wanderley in de finale te verslaan. Een week later wonnen ze in Fuzhou de Aziatische titel ten koste van hun landgenoten Christopher McHugh en Paul Burnett. Bij de Challenge-toernooien van Haikou (derde) en Nuvali (tweede) eindigden ze eveneens op het podium en in La Paz en Goa bereikten ze de kwartfinale. In Tlaxcala deden Schubert en Hodges voor het eerst mee aan de wereldkampioenschappen, waar het duo in de achtste finale werd uitgeschakeld door de Amerikanen Theodore Brunner en Trevor Crabb.
In 2024 kwamen ze bij tien toernooien in de mondiale competitie in actie en behaalden daarbij een tweede (Haikou), een vierde (Chennai) en twee vijfde plaatsen (Xiamen en Espinho). Het duo plaatste zich via de olympische ranglijst voor de Olympische Spelen in Parijs. Daar strandden ze in de tussenronde tegen het Amerikaanse tweetal Chase Budinger en Miles Evans. Bij de AK in Santa Rosa eindigden Schubert en Hodges als vijfde, nadat ze de kwartfinale verloren van Wu Jiaxin en Ha Likejiang.

## Palmares
Kampioenschappen
- 2020:  AK
- 2023:  AK
- 2023: 9e WK

FIVB World Tour
- 2017:  1* Shepparton
- 2018:  1* Shepparton

Beach Pro Tour
- 2022:  Cervia Future
- 2022:  Ljubljana Future
- 2022:  Elite16 Torquay
- 2023:  Jūrmala Challenge
- 2023:  Haikou Challenge
- 2023:  Nuvali Challenge
- 2024:  Haikou Challenge